# Abcouderpad

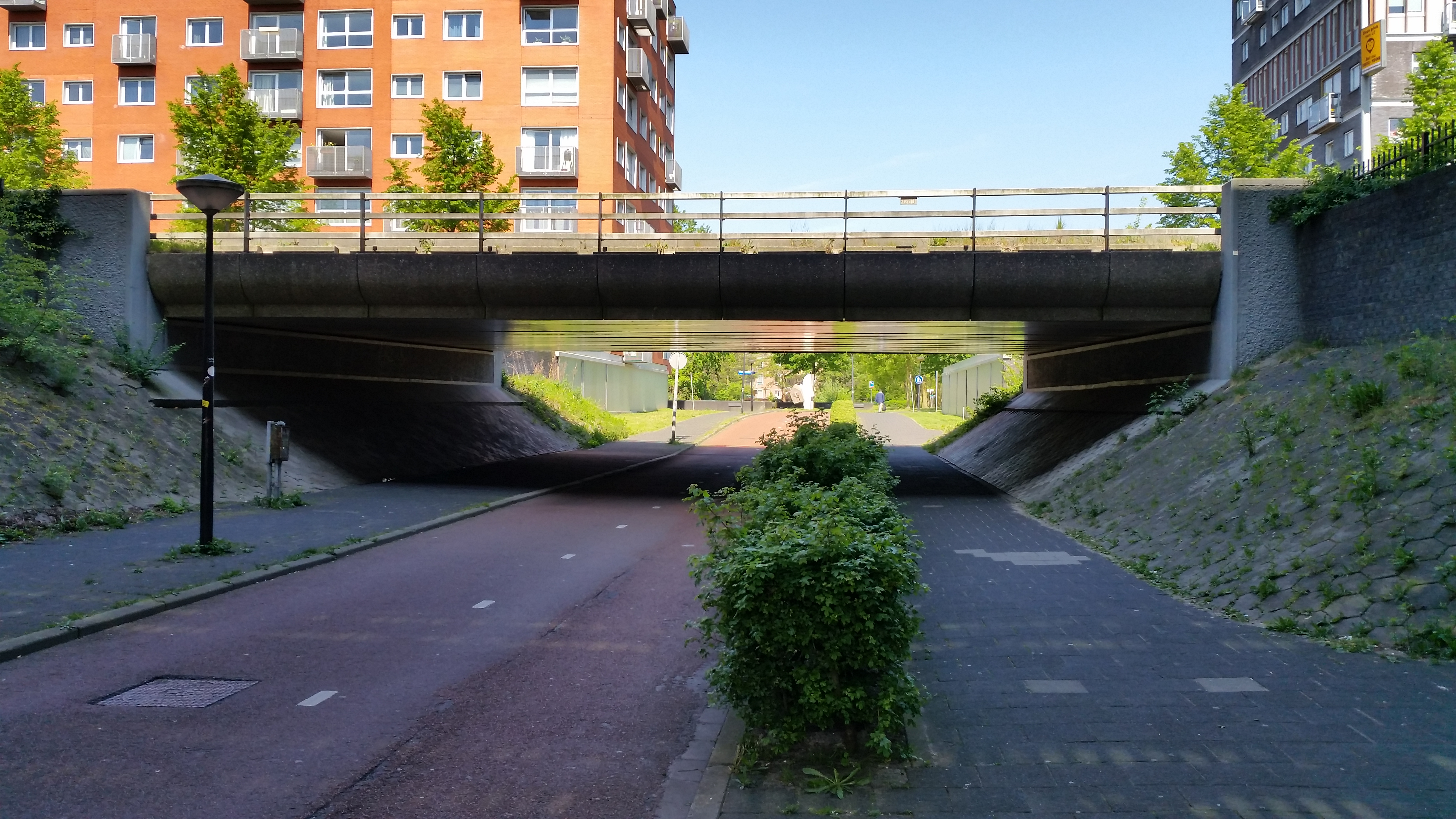
Abcouderpad onder Burgemeester Stramanbrug (mei 2020)

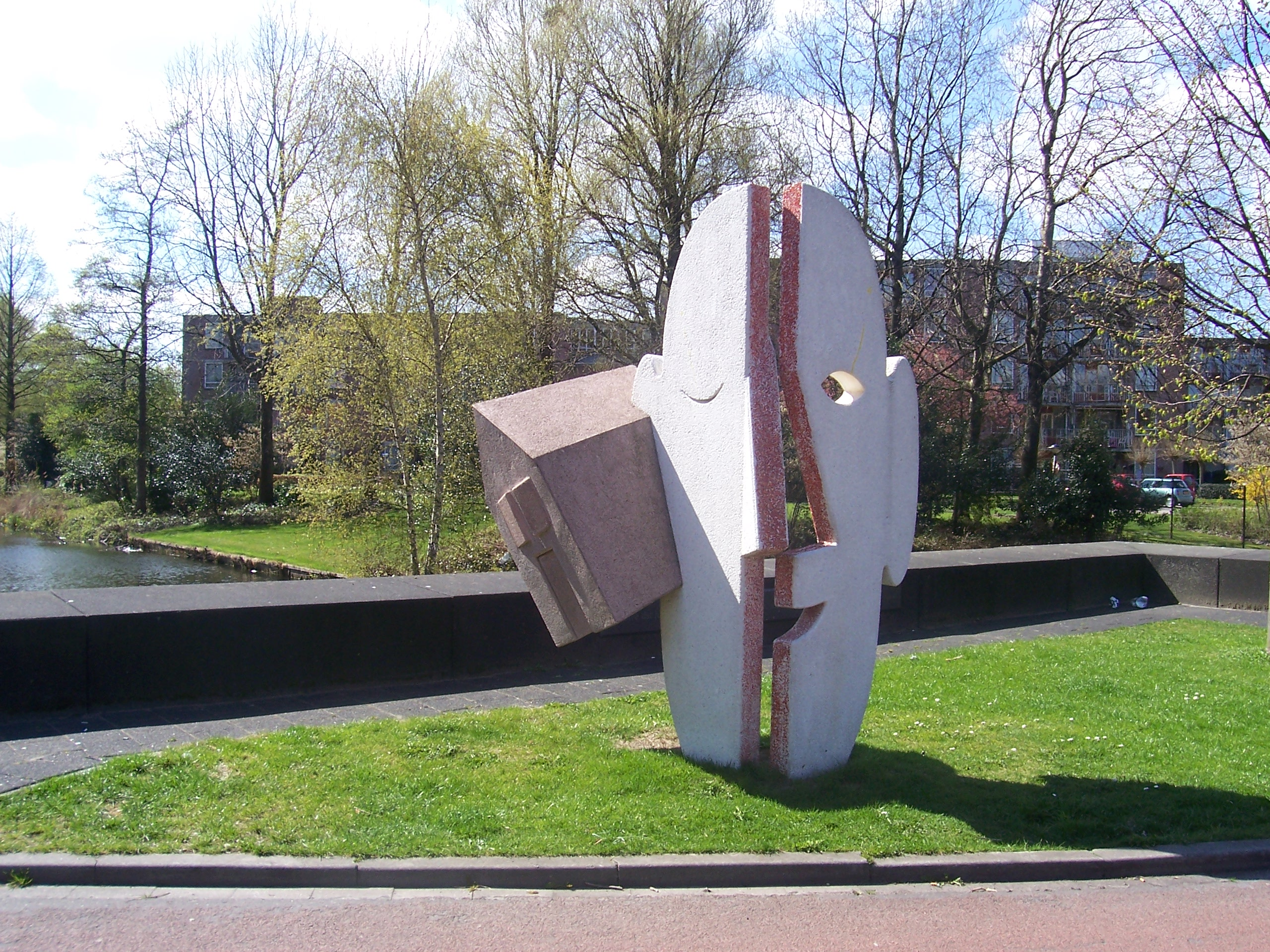
Het geheim en het bewijs langs het pad (april 2013)

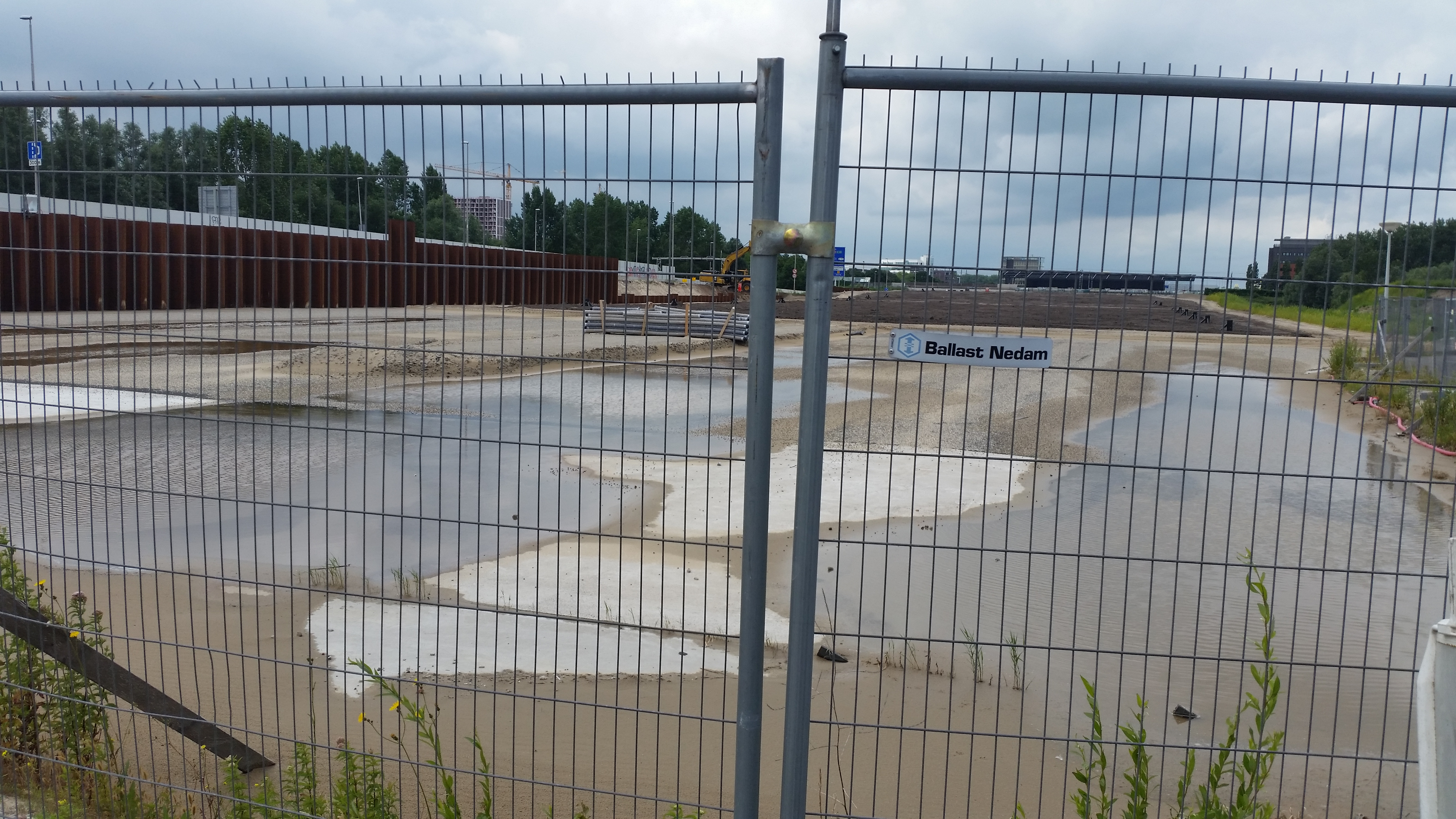
Kruising met Gaasperdammerweg (juli 2020)

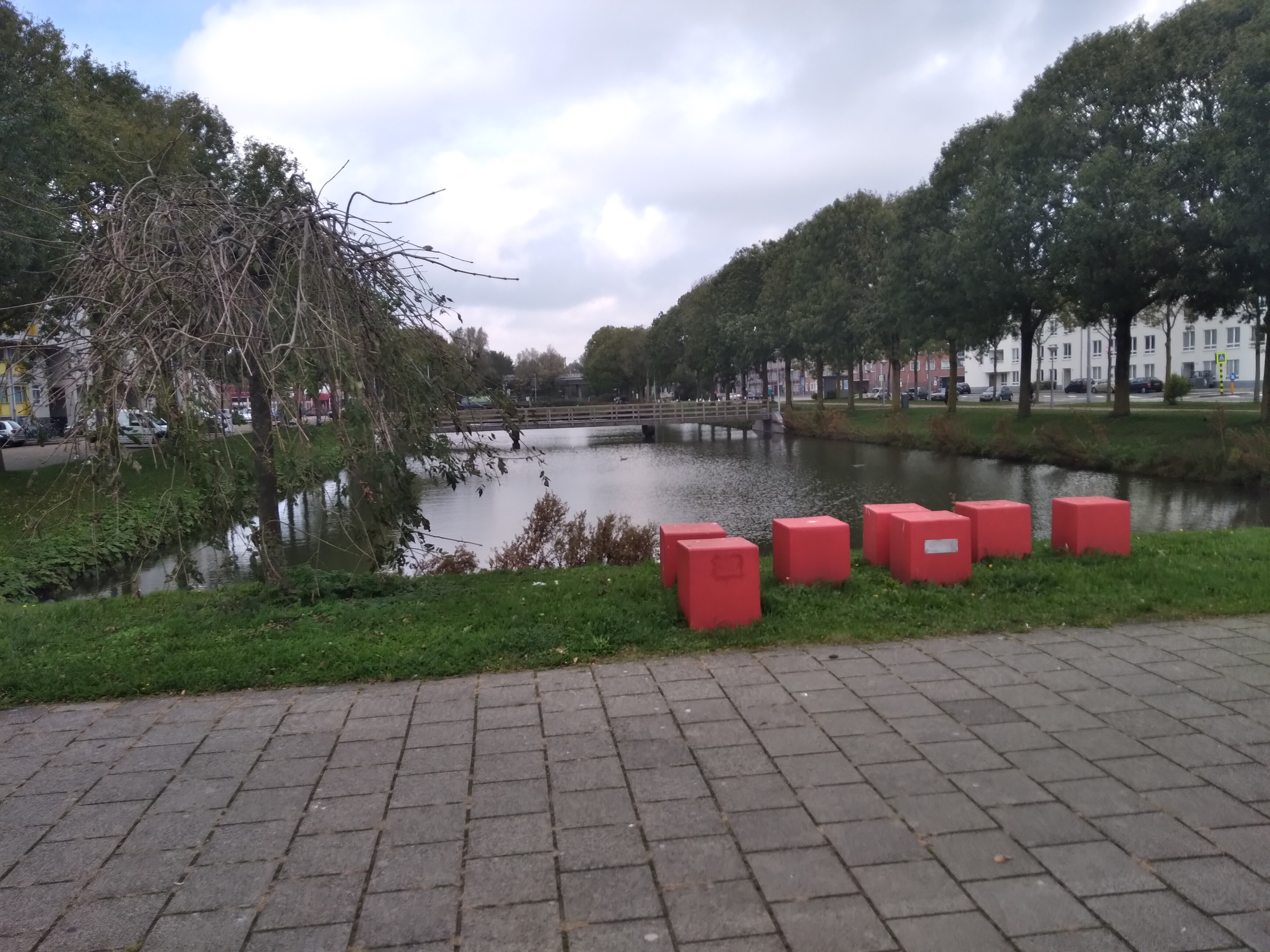
Eeuwboom (oktober 2020)

Het Abcouderpad is een kilometerslang voet- en fietspad in Amsterdam-Zuidoost.

## Ligging en geschiedenis
Het pad begint administratief aan de zuidkant van dorp Duivendrecht in de gemeente Ouder-Amstel. Het pad diende daar als noodweg tussen de Dolingadreef in Amsterdam-Zuidoost en Rijksstraatweg in Duivendrecht. Vervolgens duikt het pad onder spoor- en metrobaan (Metro 53) door en loopt naar het zuidoosten. Het pad dient daarbij als begeleidend op het maaiveld liggend voet- en fietspad, dat de hoofdverkeerswegen die op een halfhoog dijklichaam liggen. Ze begeleidt zo de eerste genoemde Dolingadreef, Foppingadreef, Huntumdreef en Meerkerkdreef. Ze doorkruist ook het kantorenpark rondom de Bijlmerdreef en het Bijlmerplein met winkelcentrum Amsterdamse Poort. Ze eindigt bij De Hoge Dijk in landelijk gebied dat de provinciegrens vormt en het grensgebied tussen de gemeente Amsterdam en gemeente De Ronde Venen waarin het dorp Abcoude, de naamgever van het pad, ligt. Om dat dorp te bereiken moet men onder de Spoorlijn Amsterdam-Utrecht door.
Het pad kreeg 11 maart 1981 haar naam.
Bij de aanleg van de Gaasperdammerweg (autosnelweg A9) rond 1980 in Amsterdam-Zuidoost zijn er taluds en viaducten in ruwbouw aangelegd naast en over het pad voor op- en afritten van en naar de Meerkerkdreef en de Huntumdreef. Deze op- en afritten zijn nooit afgebouwd. Fietsers en wandelaars reden of liepen jarenlang onder viaducten door die nooit in gebruik zijn genomen en in het landschap stonden als Grote nutteloze werken. De viaducten en taluds zijn gesloopt en afgegraven tijdens de aanleg van de Gaasperdammertunnel rond 2015.
Tijdens de bouw van de tunnel werd het pad aldaar onderbroken of omgelegd.

## Gebouwen
Langs het pad staan allerlei gebouwen, maar het Abcouderpad heeft zelf geen huisnummers. Een van de opvallendste gebouwen is het door Benthem Crouwel Architecten ontworpen Cedar dat sinds 2020 in gebruik is als hoofdkantoor van ING. Dat gebouw is deels over het pad heen gebouwd. Het pad voert ook langs het Het Zandkasteel, een voormalig hoofdkantoor van diezelfde bank.

## Kunstwerken
Vanwege de scheiding van verkeersstromen en inrichting van de wijk moest bij bijna alle kruisingen met verkeerswegen bouwkundige kunstwerken toegepast worden. Van noord naar zuid zijn in 2020 te vinden:
- Abcouderpadspoorbrug
- Abcouderpadmetrobrug (brug 1603) onder Metrolijn 53 (Gaasperplaslijn)
- Burgemeester Stramanbrug (brug 1260) onder de Burgemeester Stramanweg
- brug 1010 onder de Bijlmerdreef
- Haardsteebrug (brug 1063) onder de Hoogoorddreef
- Hakfortbrug (brug 1065) onder Karspeldreef
- brug 1163 over water bij Huntumpad
- Gaasperdammerweg
- Holendrechtpleinbrug (brug 1305)
- Randwijkmetrobrug (brug 1620) onder Metrolijn 50 (Ringlijn) en Metrolijn 54 (Geinlijn)
- Brug 1444 die leidt naar De Hoge Dijk, landelijk gebied.

### Verdwenen kunstwerken
De kruising met de Gaasperdammerweg werd tot 2015 verzorgd door een stelsel aan viaducten; ze waren genummerd 199P, 200P en 201P. De P geeft aan dat de bruggen niet onder gemeentelijk beheer vallen, maar in dit geval onder Rijkswaterstaat die verantwoordelijk is voor de Gaasperdammerweg en omliggende terreinen. Toen Rijkswaterstaat begon met de verlegging van die weg in de Gaasperdammertunnel moesten de drie bruggen gesloopt worden. In hun plaats kwam er een zandvlakte annex bouwplaats en het voet- en fietspad werd verlegd, zodat gebruik kon worden gemaakt van brug 202P; het viaduct voor de kruising Humtum- en Meerkerkendreef met Gaasperdammerweg. Na oplevering van de tunnel zal het pad over de tunnel heenlopen.

## Kunst in openbare ruimte
Langs het pad staan diverse uitingen van (moderne) kunst in de openbare ruimte:
- Maria Planeta Citta van Evert van Kooten Niekerk
- Het geheim en het bewijs van Wendela Gevers Deynoot nabij de Anna Blamansingel
- Nikè van Guido Sprenkels nabij de Burgemeester Stramanbrug
- Mare Nostrum van Barten van Elden en Raymond Hirs
- Wapen van Holendrecht van Arno Coenen, straattegelkunstop het Holendrechtplein
- Monument Holendrecht van Maria Glandorf bij de Holendrechtpleinbrug
- kunst van Joseph Ongenae rondom de Holendrechtpleinbrug
- Frame van Bernard Olsthoorn nabij de kruising Gaasperdammerweg

### Eeuwboom
Ter hoogte van de kruising Abcoudepad en Agatha Christiesingel staat een boom met een zevental rode betonnen zitjes. Het is een zogenaamde eeuwboom van de Woningstichting Eigen Haard, die door middel van deze ontmoetingsplaats, haar 100-jarig bestaan vierde. Andere eeuwbomen staan of stonden in Geuzenveld, op het IJplein in Amsterdam-Noord en in Aalsmeer. Ze staan voor “ontwikkeling, een goed milieu en prettig wonen en leven in de wijk”, aldus Eigen Haard.